# Casinaria pavlova
Casinaria pavlova là một loài tò vò trong họ Ichneumonidae.